# Лін Шей
Лінда Шей (англ. Linda Shaye, нар. 12 жовтня 1943, Детройт, Мічиган, США) — американська актриса кіно, телебачення і театру. За свою сорокарічну кар'єру Шей знявся більш ніж у ста повнометражних фільмах. Її вважають королевою крику завдяки її ролям у різноманітних фільмах жахів.
Ролі Шая у фільмах жахів «Один у темряві» (1982), «Кошмар на вулиці В’язів» (1984), «Зубастики» (1986) та його продовження «Зубастики 2: Основна страва» (1988), «Амітивілль: Нове покоління» (1993), «Кошмар на вулиці В'язів 7: Новий кошмар» (1994), «Тупик» (2003), «2001 маніяк» (2005) та його продовження «2001 маніяки: Поле крику» (2010), «Віджа: Смертельна гра» (2014) та його приквел «Віджа: Походження зла» (2016), «Казки Хелловіну» (2015), «Абатуар: Лабіринт страху» (2016), «Останнє бажання» (2018), «Кімната в оренду» (2019), «Прокляття» (2020) і Всесвіт «Астрал» (2010–2018).
Шей також добре відома своїми комедійними ролями в численних фільмах братів Фарреллі, зокрема «Тупий та ще тупіший» (1994), «Королі боулінгу» (1996), «Дещо про Мері» (1998), «Детройт Рок-Сіті» (1999), «Я, знову я та Ірен» (2000), «Застряг у тобі» (2003),  «Три маріонетки» (2012) і «Мегапавук» (2013).

## Особисте життя
Шей була одружена двічі. Її перший чоловік, письменник і музикант Маршалл Рубінофф, помер у 1968 році у віці 24 років. У 1988 році вона вийшла заміж за актора Клейтона Ленді, з яким у 2002 році знялася у фільмі Бажаю, щоб ти був мертвий. У пари була одна дитина до розлучення у 2003 році. 

## Вибрана фільмографія
| Рік  |    | Українська назва                        | Оригінальна назва                | Роль                                     |
| ---- | -- | --------------------------------------- | -------------------------------- | ---------------------------------------- |
| 1978 | ф  | Прямуючи на південь                     | Goin' South                      | пані з парасолькою                       |
| 1980 | ф  | Дальні їздці                            | The Long Riders                  | Кейт                                     |
| 1982 | ф  | Один у темряві                          | Alone in the Dark                | рецепціоністка у гавані                  |
| 1984 | ф  | Кошмар на вулиці В'язів                 | A Nightmare on Elm Street        | викладачка                               |
| 1985 | ф  | Мільйони Брюстера                       | Brewster's Millions              | журналістка на мітингу                   |
| 1985 | с  | Сутінкова зона                          | The Twilight Zone                | Кейт Сіммонс                             |
| 1986 | ф  | Зубастики                               | Extreme Prejudice                | Саллі                                    |
| 1987 | ф  | Всі запобіжні заходи                    | Critters                         | працівниця центру зайнятості             |
| 1987 | ф  | Танець смерті                           | Slam Dance                       | бібліотекарка                            |
| 1987 | ф  | Прихований ворог                        | The Hidden                       | Керол Міллер                             |
| 1987 | ф  | Людина, що біжить                       | The Running Man                  | працівник відділу пропаганди             |
| 1988 | ф  | Зубастики 2: Основна страва             | Critters 2: The Main Course      | Сел                                      |
| 1990 | ф  | Врубай на повну котушку                 | Pump Up The Volume               | одна з батьків батьківського комітету №3 |
| 1993 | ф  | Заряджена зброя 1                       | Loaded Weapon 1                  | свідок                                   |
| 1993 | ф  | Вибий мізки: Історія кохання            | Brain Smasher... A Love Story    | візажистка                               |
| 1993 | ф  | Амітивілль: Нове покоління              | Amityville: A New Generation     | медсестра Тернер                         |
| 1994 | ф  | Кошмар на вулиці В'язів 7: Новий кошмар | Wes Craven's New Nightmare       | медсестра з таблетками                   |
| 1994 | ф  | Тупий та ще тупіший                     | Dumb & Dumber                    | місіс Марджі Ньюборн                     |
| 1994 | с  | Моє так зване життя                     | My So-Called Life                | мати № 2                                 |
| 1995 | ф  | Природа звіра                           | The Nature of the Beast          | Керол Павелл                             |
| 1995 | тф | Малювальник 2: Руки, які бачать         | Sketch Artist II: Hands That See | Бонні                                    |
| 1996 | ф  | Королі боулінгу                         | Kingpin                          | господиня                                |
| 1996 | ф  | Герой-одинак                            | Last Man Standing                | Мадам                                    |
| 1996 | тф | Проєкт «Альф»                           | Project: ALF                     | офіціантка                               |
| 1996 | с  | Фрейзер                                 | Frasier                          | Енн                                      |
| 1998 | ф  | Дещо про Мері                           | There's Something About Mary     | Маґда                                    |
| 2000 | ф  | Я, знову я та Ірен                      | Me, Myself & Irene               | місіс Келерон                            |
| 2002 | ф  | Морська пригода                         | Boat Trip                        | тренерка Соня                            |
| 2002 | ф  | Хто твої предки?                        | Who's Your Daddy?                | міс Гардінг                              |
| 2003 | ф  | Майже законно                           | National Lampoon's Barely Legal  | Текіла                                   |
| 2003 | ф  | Тупик                                   | Dead End                         | Лаура Гаррінгтон                         |
| 2003 | ф  | Застряг у тобі                          | Stuck on You                     | візажистка                               |
| 2004 | ф  | Історія Попелюшки                       | A Cinderella Story               | місіс Веллс                              |
| 2004 | ф  | Стільниковий                            | Cellular                         | водій екзотичного автомобіля             |
| 2004 | с  | Розслідування Джордан                   | Crossing Jordan                  | Шкіряна Лорен                            |
| 2005 | ф  | Следж: Нерозказана історія              | Confessions of an Action Star    | Саманта Джонс                            |
| 2005 | ф  | 2001 маніяк                             | 2001 Maniacs                     | бабуся Бун                               |
| 2005 | ф  | Убивча сексуальність                    | Drop Dead Sexy                   | Ма Муззі                                 |
| 2006 | ф  | Хобокенське пустище                     | Hoboken Hollow                   | місіс Бродрік                            |
| 2006 | ф  | Вечірка в Лас Вегасі                    | Bachelor Party Vegas             | Кассандра                                |
| 2006 | ф  | Зміїний політ                           | Snakes on a Plane                | Грейс                                    |
| 2006 | с  | Мене звати Ерл                          | My Name Is Earl                  | мати Пола                                |
| 2008 | ф  | Психлікарня                             | Asylum                           | мати Стрінга                             |
| 2009 | ф  | Мій ангел-охоронець                     | My Sister's Keeper               | медсестра Адель                          |
| 2009 | ф  | Сходження чорного місяця                | Dark Moon Rising                 | Санні                                    |
| 2009 | с  | Швидка допомога                         | ER                               | Маргарет                                 |
| 2010 | ф  | Астрал                                  | Insidious                        | Еліс Рейнер                              |
| 2011 | ф  | Стара добра оргія                       | A Good Old Fashioned Orgy        | Доді                                     |
| 2011 | ф  | Бульвар страху                          | Rosewood Lane                    | місіс Гаутгорн                           |
| 2013 | ф  | Астрал. Частина 2                       | Insidious: Chapter 2             | Еліз Рейнер                              |
| 2013 | ф  | Мегапавук                               | Big Ass Spider!                  | місіс Джефферсон                         |
| 2013 | с  | Приватна практика                       | Private Practice                 | місіс Тейлор                             |
| 2014 | ф  | Сигнал                                  | The Signal                       | Мірабель                                 |
| 2014 | ф  | Віджа: Смертельна гра                   | Ouija                            | Пола Зандер                              |
| 2015 | ф  | Астрал: Частина 3                       | Insidious: Chapter 3             | Еліс Райнер                              |
| 2016 | ф  | Абатуар: Лабіринт страху                | Abattoir                         | Еллі                                     |
| 2016 | ф  | Віджа: Походження зла                   | Ouija: Origin of Evil            | Поліна Зандер                            |
| 2018 | ф  | Астрал: Останній ключ                   | Insidious: The Last Key          | Еліс Райнер                              |
| 2020 | ф  | Прокляття                               | Grudge                           | Фейт Метьюсон                            |
| 2022 | вг | The Quarry                              | The Quarry                       | Констанс Гакетт                          |
| 2023 | ф  | Астрал: Червоні двері                   | Insidious: The Red Door          | Еліс Райнер                              |

## Нагороди та номінації
| Рік  | Премія (або фестиваль)                     | Категорія                                                       | Номінант                   | Результат |
| ---- | ------------------------------------------ | --------------------------------------------------------------- | -------------------------- | --------- |
| 1999 | Blockbuster Entertainment Awards           | Найкраща акторка другого плану — комедія                        | Дещо про Мері              | Номінація |
| 2002 | Method Fest Independent Film Festival      | Найкраща акторка другого плану                                  | Лін Шей                    | Перемога  |
| 2004 | Peñíscola Comedy Film Festival             | Найкраща акторка                                                | Тупик                      | Перемога  |
| 2005 | Breckenridge Festival Of Film              | Найкраща акторка другого плану                                  | Ненависть на межі злочину  | Перемога  |
| 2005 | Fangoria Chainsaw Awards                   | Найкраща акторка другого плану                                  | Тупик                      | Номінація |
| 2011 | Fright Meter Awards                        | Найкраща акторка другого плану                                  | Астрал                     | Перемога  |
| 2012 | Cyber-Horror Awards                        | Найкраща акторка другого плану                                  | Астрал                     | Номінація |
| 2012 | Fangoria Chainsaw Awards                   | Найкраща акторка другого плану                                  | Астрал                     | Перемога  |
| 2012 | Сатурн                                     | Найкраща жіноча роль другого плану                              | Астрал                     | Номінація |
| 2014 | Fright Meter Awards                        | Найкращий акторський ансамбль                                   | Астрал. Частина 2          | Номінація |
| 2016 | Fright Meter Awards                        | Найкраща головна жіноча роль                                    | Астрал. Частина 3          | Номінація |
| 2019 | Fright Meter Awards                        | Найкраща акторка                                                | Закляття. Здається кімната | Номінація |
| 2019 | HorrorHound Film Fest                      | Премія «Легенда»                                                | Лін Шей                    | Перемога  |
| 2019 | Action On Film International Film Festival | Найкраща акторка другого плану                                  | Зникни                     | Номінація |
| 2020 | Денна премія «Еммі»                        | Найкращий запрошений гість у телевізійному драматичному серіалі | Істсайдери                 | Перемога  |